# Antje Hagen
Antje Hagen (Zittau, Duitsland, 10 augustus 1938) is een Duits actrice.

## Biografie
Ze studeerde aan de Höhere Handelsschule in Keulen, en volgde daarna een opleiding tot actrice aan de acteerschool in Hamburg. Ze spreekt naast Duits ook Engels en Frans.
In 1959 introduceerde Gustaf Gründgens haar bij het Deutsches Schauspielhaus in Hamburg, waar ze rollen kreeg in Goethes Faust en in Kleists der zerbrochene Krug.
Sinds 1960 was Antje Hagen presentatrice bij de Südwestfunk in Baden-Baden. In 1964 ging ze werken bij de ARD. Hier leerde ze Günter Jendrich kennen, met wie ze in 1966 trouwde en een jaar later een zoon kreeg. In 1969 overleed Jendrich aan leukemie.
Hagen speelde mee in de driedelige televisieserie Einmal im Leben en Alle Jahre wieder – die Familie Semmeling.
Sinds 2005 is ze in de rol van Hildegard Sonnbichler te zien in de ARD-Telenovelle Sturm der Liebe.

## Carrière

### Televisie
- 1966 - Der Forellenhof (televisieserie, aflevering 1x07)
- 1966 - Der Kinderdieb (televisiefilm)
- 1967 - Das Fräulein (televisiefilm)
- 1971 - Hamburg Transit - Ein Pfirsich aus Kreta (televisieserie)

- 1972 - Einmal im Leven-Geschichte eines Eigenheims (Trude Semmeling)
- 1973 - Tatort - Ein ganz gewöhnlicher Mord
- 1974 - Unter Ausschluß der Öffentlichkeit (televisieserie)
- 1974 - Telerop 2009 - Es ist noch was zu retten (televisieserie, 13 afleveringen)
- 1976 - Spannagle & Sohn (televisieserie)
- 1976 - Alle Jahre wieder: Die Familie Semmeling (Trude Semmeling)
- 1978-1980 - Geschichten aus der Zukunft (Frau Dr. Hausmüller)
- 1978 - Gesucht wird... (Lia Hutter)
- 1981 - Wie würden Sie entscheiden? (televisieserie, 1 aflevering)
- 1986 - Detektivbüro Roth (Edeltraut Rist)
- 1988/1988/2003 - Tatort (Gaby Denzel/Hilde/Luise Bernd)
- 1988 - Tatort - Schuldlos schuldig
- 1988 - Tatort - Ausgeklinkt
- 1989 - Ein Heim für Tiere (televisieserie, aflevering 5x05)
- 1990 - Der Alte (Frau Sanders)
- 1991 - Derrick (Roberta Rossky)
- 1992/1995/1997/2001 - Das Traumschiff (Frieda Gross/Gerda Helmbrecht/Andrea Jensen/Margret Bauer)
- 1994 - Blankenese (Ilona Neddelbeck)
- 1994 - Rosamunde Pilcher - Wilder Thymian
- 1995 - Das Traumschiff - Mauritius
- 1997 - Heimatgeschichten (Renate)
- 1997 - Dr. Stefan Frank-Der Artz dem die Frauen vertrauen (Claudia Reimers)
- 1997-1999 - Arzte (Karin)
- 1997 - Das Traumschiff - St. Lucia
- 1997 - Busenfreunde (televisiefilm)
- 1997 - Guppies zum Tee (televisiefilm)
- 1999/2004 - Rosamunde Pilcher (Marjorie Barnes/Harriet Miners)
- 2001 - Das Traumschiff - Mexico
- 2002 - Der Seerosenteich (Gretel Burmönken)
- 2002 - Die Affäre Semmeling (Trude Semmeling)
- 2003 - Großstadtrevier (televisieserie, aflevering 17x03
- 2003 - Tatort - Mietsache
- 2004 - Rosamunde Pilcher - Federn im Wind
- 2005 - In aller Freundschaft (Gerda Wilde)
- 2007 - Utta Danella (Magda Stetten)
- 2005 - Sturm der Liebe (Hildegard Sonnbichler)

- 2008 - Treuepunkte (televisiefilm)
- 2010 - SOKO 5113 (televisieserie, aflevering 36x06)
- 2011 - Die Zeit dazwischen (korte film)

### Film
- 1964 - Der Mann nebenan (Alice Westby)
- 1969 - Fragestunde (Jutta)
- 1970 - Eine Große Familie (Fraulein Harbrecht)
- 1971 - Die Deutschstunde (Hilde Isenbüttel)
- 1974 - Gemeinderätin Schumann (Ulla Schumann)
- 1976 - Der Aufrechte Gang (Hanna Wittkowski)
- 1979 - Schattengrenze (Hilde)
- 1982 - Der Zubringer (Frau Bex)
- 1983 - Im Zeichen des Kreuzes (Eva Wichmann)
- 1999 - Das Verbotene Zimmer (Johanna von Kappel)
- 2001 - Das Glück ist eine Insel (Frau Harms)
- 2004 - Bin ich sexy?
- 2005 - Bin ich sexy (Isole von Reichenberg)

## Theater (selectie)
- Die Kaktusblüte
- Der Biberpelz (Stuttgart)
- Shirley Valentine (München)
- Charing Crossroad (Hamburg)
- Die Jungfrau von Orleans (Ötigheim 1964)

## Hoorspelen
- 1965: Georges Simenon: Die Glocken von Bicêtre (Marcelle) – Bewerking en regie: Gert Westphal (misdaadhoorspel – SWF)
- 1978: Jewgenij Samjatin: Wir – Regie: Hans Gerd Krogmann (SWF, BR, RIAS)